# Pylaisia robusta
Pylaisia robusta är en bladmossart som beskrevs av Brotherus och Paris in Potier de la Varde 1918. Pylaisia robusta ingår i släktet aspmossor, och familjen Hypnaceae. Inga underarter finns listade i Catalogue of Life.